# Gerald C. Duffy
Gerald C. Duffy, pseudonimo di Gerald Duffy (New York, 13 aprile 1896 – Los Angeles, 25 giugno 1928), è stato un giornalista e sceneggiatore statunitense.

## Biografia
Nato a New York nel 1896, fu giornalista e scrittore. Viene ricordato soprattutto per aver lavorato a Redbook, la rivista fondata nel 1903 che apparteneva alla Hearst Corporation e per aver vinto per il film La vita privata di Elena di Troia il primo e ultimo premio Oscar alle migliori didascalie che venne assegnato nel 1929 (da allora, il premio fu soppresso con l'avvento del cinema sonoro). L'Oscar gli fu conferito postumo, dopo la morte che lo colse il 25 giugno 1928 a Los Angeles, mentre stava dettando una nuova sceneggiatura.

## Filmografia parziale
- A Fighting Colleen, regia di David Smith - storia e sceneggiatura (1919)
- Jinx, regia di Victor Schertzinger - scenario (1919)
- Due sorelle meravigliose (The Slim Princess), regia di Victor Schertzinger (1920)
- Ufficiale 666 o Chi sarà il ladro (Officer 666), regia di Harry Beaumont - sceneggiatura (1920)
- La bella spagnola (What Happened to Rosa), regia di Victor Schertzinger  (1920)
- Hold Your Horses, regia di E. Mason Hopper (1921)
- Mr. Barnes of New York, regia di Victor Schertzinger - sceneggiatura (1922)
- Bright Lights of Broadway, regia di Webster Campbell (1923)
- Amore argentino (Argentine Love), regia di Allan Dwan - sceneggiatura (1924)
- Don Juan's Three Nights, regia di John Francis Dillon - didascalie (1926)
- The College Boob, regia di Harry Garson - sceneggiatura (1926)
- La vita privata di Elena di Troia (The Private Life of Helen of Troy), regia di Alexander Korda - didascalie (1927)
- Out of the Ruins, regia di John Francis Dillon - sceneggiatura (1928)